# Volta a Cataluña 1962
La Volta a Cataluña 1962 fue la 42.ª edición de la Volta a Cataluña. Se disputó en 9 etapas del 9 al 16 de septiembre de 1962 con un total de 1.339,5 km. El vencedor final fue el español Antonio Karmany del equipo Kas por delante de su compañero de equipo Manuel Martín Piñera y de Ginés García del equipo Águila-Denia.
La cuarta etapa estaba divididas en dos sectores. Hubo dos contrarrelojes individuales; una en el primer sector de la cuarta etapa y la otra en el segundo sector de la octava. Por primera vez, la Volta llegaba a Zaragoza.

## Etapas
| Etapa | Fecha            | Ciudades de etapa                | km    | Vencedor de la etapa | Líder de la general  |
| ----- | ---------------- | -------------------------------- | ----- | -------------------- | -------------------- |
| 1.ª   | 9 de septiembre  | Circuito de Montjuic (Barcelona) | 38,5  | Valentín Uriona      | Valentín Uriona      |
| 2.ª   | 9 de septiembre  | Barcelona – Tarragona            | 133,0 | Marcel Ongenae       | Valentín Uriona      |
| 3.ª   | 9 de septiembre  | Tarragona - Zaragoza             | 239,0 | Rino Benedetti       | Valentín Uriona      |
| 4.ª A | 11 de septiembre | Zaragoza - Binéfar               | 157,0 | Ginés García         | Ginés García         |
| 4.ª B | 11 de septiembre | Binéfar - Lérida (CRI)           | 39,0  | Miguel Pacheco       | Ginés García         |
| 5.ª   | 12 de septiembre | Lérida - Manresa                 | 131,0 | Antonio Karmany      | Manuel Martín Piñera |
| 6.ª   | 13 de septiembre | Manresa - Argentona              | 182,0 | Julio Jiménez        | Piet van Est         |
| 7.ª   | 14 de septiembre | Argentona - Bañolas              | 183,0 | Juan Sánchez         | Piet van Est         |
| 8.ª   | 15 de septiembre | Gerona - Palafrugell (CRI)       | 58,0  | José Pérez-Francés   | Antonio Karmany      |
| 9.ª   | 16 de septiembre | Palafrugell - Barcelona          | 189,0 | Bruno Mealli         | Antonio Karmany      |

### 1.ª etapa[1]
09-09-1962: Circuito de Montjuic (Barcelona), 38,5:
|   | Ciclista        | Equipo             | Tiempo  |
| - | --------------- | ------------------ | ------- |
| 1 | Valentín Uriona | Funcor-Munguia     | 54' 45" |
| 2 | Bruno Sivilotti | EMI-C.C Barcelonès | + 27"   |
| 3 | Piet van Est    | Faema              | m. t.   |

|   | Ciclista        | Equip              | Temps   |
| - | --------------- | ------------------ | ------- |
| 1 | Valentín Uriona | Funcor-Munguia     | 54' 45" |
| 2 | Bruno Sivilotti | EMI-C.C Barcelonès | + 27"   |
| 3 | Piet van Est    | Faema              | m. t.   |

### 2.ª etapa
09-09-1962: Barcelona – Tarragona, 133,0 km.:
|   | Ciclista              | Equipo         | Tiempo     |
| - | --------------------- | -------------- | ---------- |
| 1 | Marcel Ongenae        | Faema          | 3h 23' 17" |
| 2 | Bruno Mealli          | Ignis          | m. t.      |
| 3 | Juan María Uribezubia | Funcor-Munguia | m. t.      |

|   | Ciclista        | Equipo         | Tiempo     |
| - | --------------- | -------------- | ---------- |
| 1 | Valentín Uriona | Funcor-Munguia | 4h 18' 27" |
| 2 | Marcel Ongenae  | Faema          | + 02"      |
| 3 | Bruno Mealli    | Ignis          | m. t.      |

### 3.ª etapa
10-09-1962: Tarragona - Zaragoza, 239,0 km.:
|   | Ciclista        | Equipo         | Tiempo     |
| - | --------------- | -------------- | ---------- |
| 1 | Rino Benedetti  | Ignis          | 6h 49' 10" |
| 2 | Gabriel Mas     | Faema          | + 21"      |
| 3 | Valentín Uriona | Funcor-Munguia | + 22"      |

|   | Ciclista        | Equipo         | Tiempo      |
| - | --------------- | -------------- | ----------- |
| 1 | Valentín Uriona | Funcor-Munguia | 11h 07' 59" |
| 2 | Rino Benedetti  | Ignis          | + 05"       |
| 3 | Marcel Ongenae  | Faema          | + 14"       |

### 4.ª etapa[2]
11-09-1962: (4A Zaragoza - Binéfar 157 km) y (4B Binéfar - Lérida 39 km CRI):
|   | Corredor        | Equipo             | Tiempo     |
| - | --------------- | ------------------ | ---------- |
| 1 | Ginés García    | Águila-Denia       | 4h 27' 50" |
| 2 | Julio Jiménez   | Faema              | + 47"      |
| 3 | Bruno Sivilotti | EMI-C.C Barcelonès | + 4' 46"   |

|   | Ciclista         | Equipo | Tiempo  |
| - | ---------------- | ------ | ------- |
| 1 | Miguel Pacheco   | Kas    | 58' 08" |
| 2 | Francisco Gabica | Kas    | + 23"   |
| 3 | Gastone Nencini  | Ignis  | + 25"   |

|   | Ciclista       | Equipo       | Tiempo     |
| - | -------------- | ------------ | ---------- |
| 1 | Ginés García   | Águila-Denia | 5h 29' 30" |
| 2 | Julio Jiménez  | Faema        | + 46"      |
| 3 | Miguel Pacheco | Kas          | + 1' 14"   |

|   | Ciclista        | Equipo         | Tiempo      |
| - | --------------- | -------------- | ----------- |
| 1 | Ginés García    | Águila-Denia   | 16h 38' 26" |
| 2 | Miguel Pacheco  | Kas            | + 56"       |
| 3 | Valentín Uriona | Funcor-Munguia | + 1' 11"    |

### 5.ª etapa[3]
12-09-1962: Lérida - Manresa, 131,0 km.:
|   | Ciclista            | Equipo   | Tiempo     |
| - | ------------------- | -------- | ---------- |
| 1 | Antonio Karmany     | Kas      | 3h 35' 01" |
| 2 | Piet van Est        | Faema    | m. t.      |
| 3 | Fernando Manzaneque | Licor 43 | m. t.      |

|   | Ciclista             | Equipo | Tiempo      |
| - | -------------------- | ------ | ----------- |
| 1 | Manuel Martín Piñera | Kas    | 20h 15' 36" |
| 2 | Antonio Karmany      | Kas    | + 03"       |
| 3 | Piet van Est         | Faema  | + 20"       |

### 6.ª etapa[4]
13-09-1962: Manresa - Argentona, 182,0 km.:
|   | Ciclista       | Equipo | Tiempo     |
| - | -------------- | ------ | ---------- |
| 1 | Julio Jiménez  | Faema  | 5h 10' 21" |
| 2 | Gabriel Mas    | Faema  | + 2' 04"   |
| 3 | Francisco Suñé | Ferrys | + 2' 08"   |

|   | Ciclista        | Equipo       | Tiempo      |
| - | --------------- | ------------ | ----------- |
| 1 | Piet van Est    | Faema        | 25h 30' 36" |
| 2 | Antonio Karmany | Kas          | + 02"       |
| 3 | Ginés García    | Águila-Denia | + 05"       |

### 7.ª etapa[5]
14-09-1962: Argentona - Bañolas, 183,0 km.:
|   | Ciclista            | Equipo       | Tiempo     |
| - | ------------------- | ------------ | ---------- |
| 1 | Juan Sánchez        | Águila-Denia | 5h 28' 59" |
| 2 | Fernando Manzaneque | Licor 43     | + 52"      |
| 3 | Rino Benedetti      | Ignis        | + 1' 12"   |

|   | Ciclista        | Equipo       | Tiempo      |
| - | --------------- | ------------ | ----------- |
| 1 | Piet van Est    | Faema        | 31h 00' 47" |
| 2 | Antonio Karmany | Kas          | + 02"       |
| 3 | Ginés García    | Águila-Denia | + 05"       |

### 8.ª etapa[6]
15-09-1962: Gerona - Palafrugell, 58,0 km. CRI:
|   | Ciclista             | Equipo | Tiempo     |
| - | -------------------- | ------ | ---------- |
| 1 | José Pérez-Francés   | Ferrys | 1h 25' 08" |
| 2 | Antonio Karmany      | Kas    | + 40"      |
| 3 | Manuel Martín Piñera | Kas    | + 57"      |

|   | Ciclista             | Equipo | Tiempo      |
| - | -------------------- | ------ | ----------- |
| 1 | Antonio Karmany      | Kas    | 32h 26' 37" |
| 2 | Manuel Martín Piñera | Kas    | + 32"       |
| 3 | Miguel Pacheco       | Kas    | + 49"       |

### 9.ª etapa A[7]
16-09-1962: Palafrugell - Barcelona, 189,0 km.:
|   | Ciclista            | Equipo       | Tiempo     |
| - | ------------------- | ------------ | ---------- |
| 1 | Bruno Mealli        | Ignis        | 4h 27' 34" |
| 2 | Juan Sánchez        | Águila-Denia | m. t.      |
| 3 | Fernando Manzaneque | Licor 43     | m. t.      |

|   | Ciclista             | Equipo       | Tiempo      |
| - | -------------------- | ------------ | ----------- |
| 1 | Antonio Karmany      | Kas          | 36h 55' 08" |
| 2 | Manuel Martín Piñera | Kas          | + 32"       |
| 3 | Ginés García         | Águila-Denia | + 50"       |

## Clasificación General
|    | Ciclista             | Equipo         | Tiempo      |
| -- | -------------------- | -------------- | ----------- |
|    | Antonio Karmany      | Kas            | 36h 55' 08" |
| 2  | Manuel Martín Piñera | Kas            | + 32"       |
| 3  | Ginés García         | Águila-Denia   | + 50"       |
| 4  | Piet van Est         | Faema          | + 59"       |
| 5  | Fernando Manzaneque  | Licor 43       | + 3' 33"    |
| 6  | Gabriel Mas          | Faema          | + 3' 54"    |
| 7  | Valentín Uriona      | Funcor-Munguia | + 4' 00"    |
| 8  | José Pérez-Francés   | Ferrys         | + 5' 05"    |
| 9  | Bruno Mealli         | Ignis          | + 5' 27"    |
| 10 | Francisco Gabica     | Kas            | + 5' 55"    |